# جایزه بزرگ ایالات متحده ۲۰۲۲
جایزه بزرگ ایالات متحده ۲۰۲۲ (که به‌طور رسمی با نام فرمول ۱ آرامکو جایزه بزرگ ایالات متحده ۲۰۲۲ شناخته می‌شود) یک مسابقه اتومبیل‌رانی فرمول یک است که در تاریخ ۲۳ اکتبر ۲۰۲۲ در پیست امریکاس در آستین، تگزاس، ایالات متحده برگزار می‌شود. این مسابقه نوزدهمین دور از مسابقات فرمول یک فصل ۲۰۲۲ است.

## تعیین خط

### رده‌بندی تعیین خط
| جایگاه     | راننده         | شماره | تیم                       | زمان‌ها    | زمان‌ها    | زمان‌ها    | نوبت نهایی |
| جایگاه     | راننده         | شماره | تیم                       | مرحله اول | مرحله دوم | مرحله سوم | نوبت نهایی |
| ---------- | -------------- | ----- | ------------------------- | --------- | --------- | --------- | ---------- |
| ۱          | کارلوس ساینز   | ۵۵    | فراری                     | ۱:۳۵٫۲۹۷  | ۱:۳۵٫۵۹۰  | ۱:۳۴٫۳۵۶  | ۱          |
| ۲          | شارل لکلرک     | ۱۶    | فراری                     | ۱:۳۵٫۷۹۵  | ۱:۳۵٫۲۴۶  | ۱:۳۴٫۴۲۱  | ۲          |
| ۳          | ماکس فرستاپن   | ۱     | ردبول ریسینگ-آربی‌پی‌تی     | ۱:۳۵٫۸۶۴  | ۱:۳۵٫۲۹۴  | ۱:۳۴٫۴۴۸  | ۳          |
| ۴          | سرجیو پرز      | ۱۱    | ردبول ریسینگ-آربی‌پی‌تی     | ۱:۳۶٫۱۶۳  | ۱:۳۵٫۸۶۴  | ۱:۳۴٫۶۴۵  | ۴          |
| ۵          | لوییس همیلتون  | ۴۴    | مرسدس                     | ۱:۳۶٫۱۴۸  | ۱:۳۵٫۷۳۲  | ۱:۳۴٫۹۴۷  | ۵          |
| ۶          | جورج راسل      | ۶۳    | مرسدس                     | ۱:۳۶٫۱۹۵  | ۱:۳۵٫۶۹۲  | ۱:۳۴٫۹۸۸  | ۶          |
| ۷          | لانس استرول    | ۱۸    | استون مارتین آرامکو-مرسدس | ۱:۳۶٫۸۶۰  | ۱:۳۶٫۰۳۲  | ۱:۳۵٫۵۹۸  | ۷          |
| ۸          | لاندو نوریس    | ۴     | مک‌لارن-مرسدس              | ۱:۳۶٫۴۶۵  | ۱:۳۶٫۳۵۱  | ۱:۳۵٫۶۹۰  | ۸          |
| ۹          | فرناندو آلونسو | ۱۴    | آلپاین-رنو                | ۱:۳۶٫۴۴۶  | ۱:۳۵٫۹۸۸  | ۱:۳۵٫۸۷۶  | ۹          |
| ۱۰         | والتری بوتاس   | ۷۷    | آلفارومئو-فراری           | ۱:۳۶٫۷۴۶  | ۱:۳۶٫۳۲۱  | ۱:۳۶٫۳۱۹  | ۱۰         |
| ۱۱         | الکساندر آلبون | ۲۳    | ویلیامز-مرسدس             |           |           | —         | ۱۱         |
| ۱۲         | سباستین فتل    | ۵     | استون مارتین آرامکو-مرسدس |           |           | —         | ۱۲         |
| ۱۳         | پیر گاسلی      | ۱۰    | آلفاتاوری-آربی‌پی‌تی        |           |           | —         | ۱۳         |
| ۱۴         | گوانیو ژو      | ۲۴    | آلفارومئو-فراری           |           |           | —         | ۱۴         |
| ۱۵         | یوکی سونودا    | ۲۲    | آلفاتاوری-آربی‌پی‌تی        |           |           | —         | ۱۵         |
| ۱۶         | کوین مگنوسن    | ۲۰    | هاس-فراری                 |           | —         | —         | ۱۶         |
| ۱۷         | دنیل ریکیاردو  | ۳     | مک‌لارن-مرسدس              |           | —         | —         | ۱۷         |
| ۱۸         | استابان اوکون  | ۳۱    | آلپاین-رنو                |           | —         | —         | ۱۸         |
| ۱۹         | میک شوماخر     | ۴۷    | هاس-فراری                 |           | —         | —         | ۱۹         |
| ۲۰         | نیکلاس لطیفی   | ۶     | ویلیامز-مرسدس             |           | —         | —         | ۲۰         |
| زمان ۱۰۷٪: |                |       |                           |           |           |           |            |
| منابع:     |                |       |                           |           |           |           |            |

## مسابقه

### رده‌بندی مسابقه
| جایگاه        | شماره | راننده         | سازنده                    | دور | زمان | امتیاز |
| ------------- | ----- | -------------- | ------------------------- | --- | ---- | ------ |
| ۱             | ۱     | ماکس فرستاپن   | ردبول ریسینگ-آربی‌پی‌تی     | ۵۶  |      | ۲۵     |
| ۲             | ۴۴    | لوییس همیلتون  | مرسدس                     | ۵۶  |      | ۱۸     |
| ۳             | ۱۶    | شارل لکلرک     | فراری                     | ۵۶  |      | ۱۵     |
| ۴             | ۱۱    | سرجیو پرز      | ردبول ریسینگ-آربی‌پی‌تی     | ۵۶  |      | ۱۲     |
| ۵             | ۶۳    | جورج راسل      | مرسدس                     | ۵۶  |      | ۱۰     |
| ۶             | ۴     | لاندو نوریس    | مک‌لارن-مرسدس              | ۵۶  |      | ۸      |
| ۷             | ۱۴    | فرناندو آلونسو | آلپاین-رنو                | ۵۶  |      | ۶      |
| ۸             | ۵     | سباستین فتل    | استون مارتین آرامکو-مرسدس | ۵۶  |      | ۴      |
| ۹             | ۲۰    | کوین مگنوسن    | هاس-فراری                 | ۵۶  |      | ۲      |
| ۱۰            | ۲۲    | یوکی سونودا    | آلفاتاوری-آربی‌پی‌تی        | ۵۶  |      | ۱      |
| ۱۱            | ۳۱    | استابان اوکون  | آلپاین-رنو                | ۵۶  |      |        |
| ۱۲            | ۲۴    | گوانیو ژو      | آلفارومئو-فراری           | ۵۶  |      |        |
| ۱۳            | ۲۳    | الکساندر آلبون | ویلیامز-مرسدس             | ۵۶  |      |        |
| ۱۴            | ۱۰    | پیر گسلی       | آلفاتاوری-آربی‌پی‌تی        | ۵۶  |      |        |
| ۱۵            | ۴۷    | میک شوماخر     | هاس-فراری                 | ۵۶  |      |        |
| ۱۶            | ۳     | دنیل ریکیاردو  | مک‌لارن-مرسدس              | ۵۶  |      |        |
| ۱۷            | ۶     | نیکلاس لطیفی   | ویلیامز-مرسدس             | ۵۶  |      |        |
| ب.            | ۱۸    | لانس استرول    | استون مارتین آرامکو-مرسدس | ۲۱  |      |        |
| ب.            | ۷۷    | والتری بوتاس   | آلفارومئو-فراری           | ۱۶  |      |        |
| ب.            | ۵۵    | کارلوس ساینز   | فراری                     | ۱   |      |        |
| سریع‌ترین دور: |       |                |                           |     |      |        |
| منابع:        |       |                |                           |     |      |        |